# بلشون أرمد

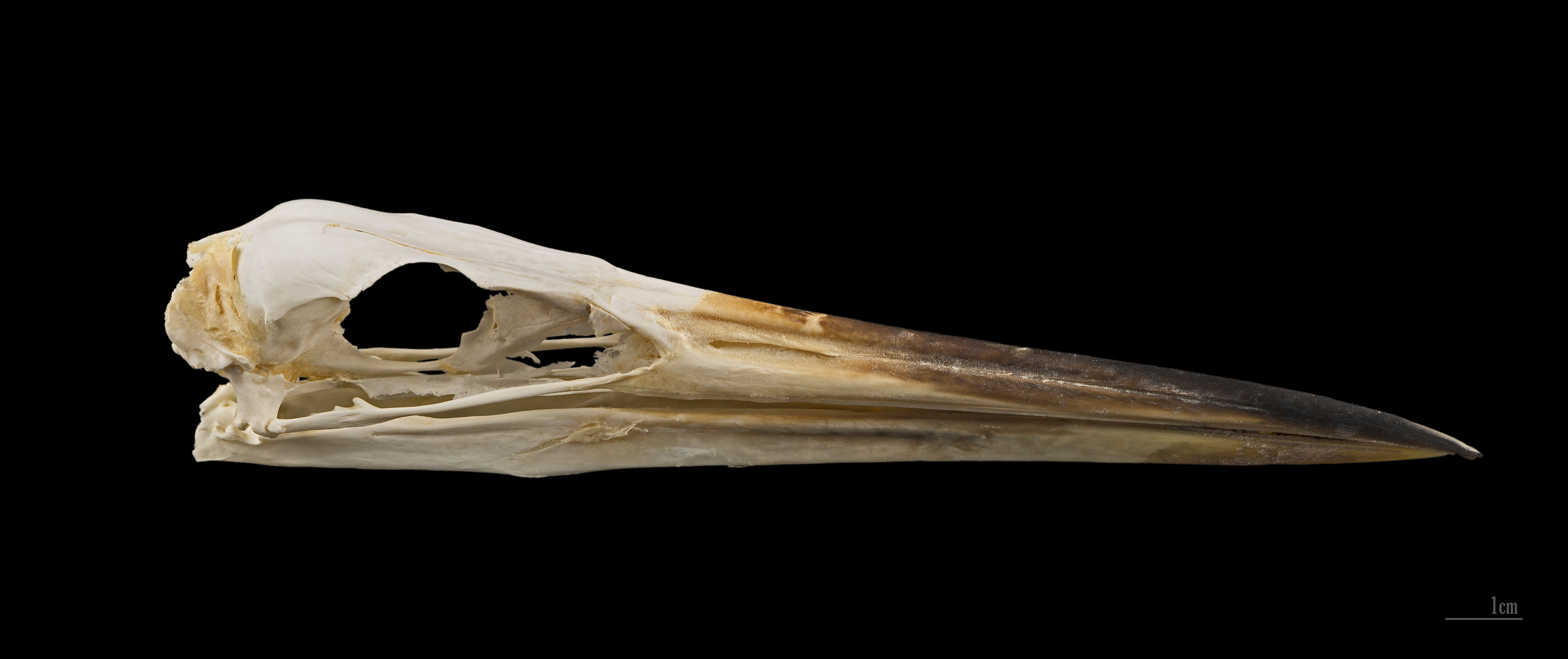
جمجمة

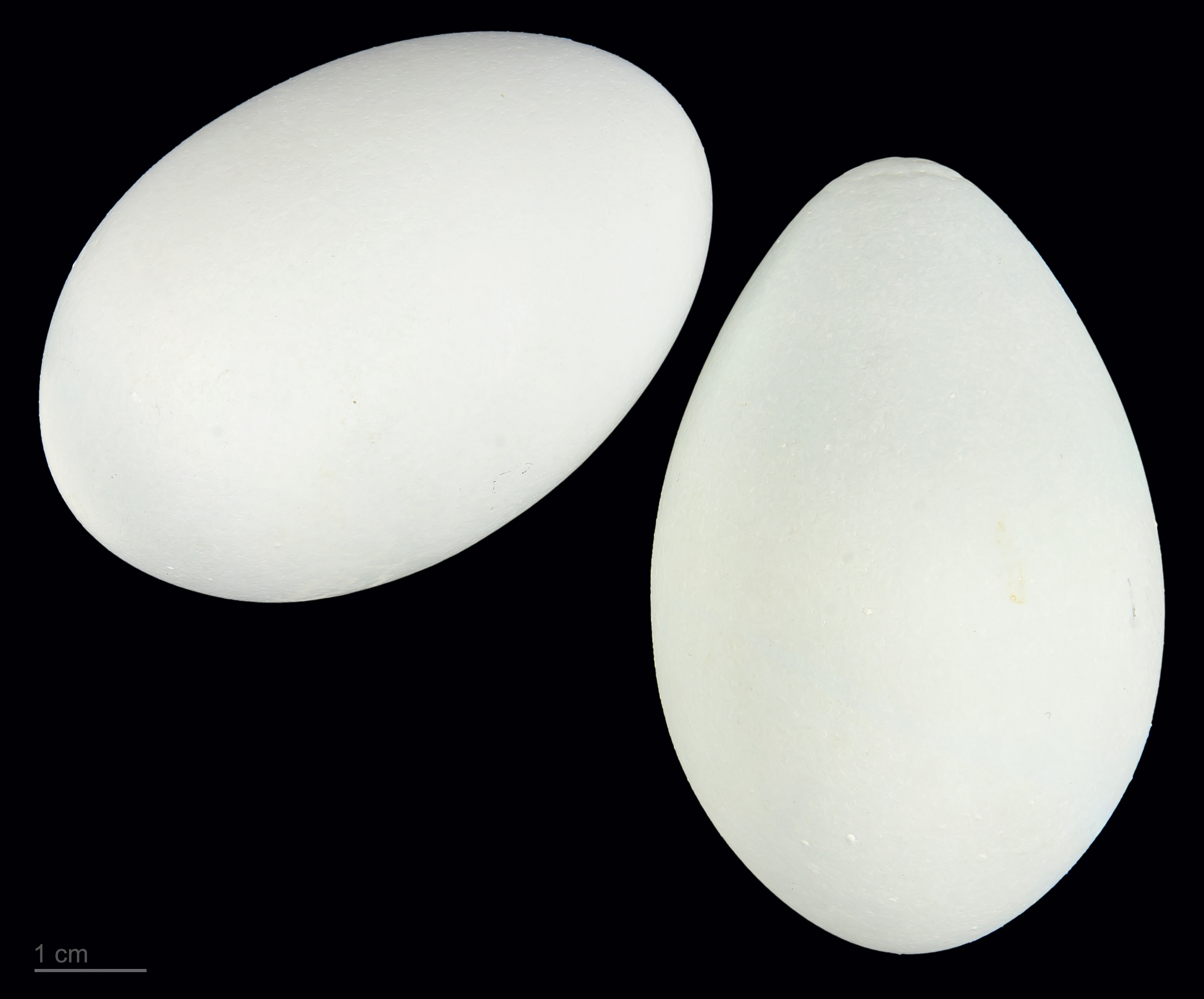
Ardea cinerea

البلشون الأرمد أو البلشون الرمادي أو البلشون السنجابي (الاسم العلمي: Ardea Cinerea) أو طائر الزرقي يتميز هذا الطائر برقبته ومنقاره الأصفر الضخم، وريشه الأرمد والخطوط السوداء التي حول عينيه وفوق رأسه وعلى رقبته، وتمتد حتى بطنه. ولا توجد لصغار طائر البلشون الأرمد مثل هذه الخطوط السوداء، التي لا تظهر إلا عند اكتمال نمو الطائر.
يطير البلشون الأرمد ببطء، وساقاه الطويلتان ممتدتان إلى الخلف ورأسه مقوس، وهو يبدو ضخما جداً أثناء الطيران.
يستوطن هذا الطائر الغابات حيث تنمو الأشجارالصنوبرية وكذلك يوجد بالقرب من المياه الضحلة خاصة عند الشواطيء والمستنقعات وضفاف الأنهار والبرك والبحيرات.
يتغذى طائر البلشون الأرمد على الاسماك والثدييات الصغيرة مثل الفئران والضفادع والديدان. وتضع الأنثى نحو خمس بيضات في عش كبير فوق قمم الأشجار العالية، وتترك الصغار العش بعد شهرين من فقس البيض.
ويصدر طائر البلشون الأرمد صوتاً أجشاً عالياً خاصة بالقرب من عش الصغار. ويبلغ طوله حوالي 90 سنتيمتر، ويصل وزنه إلى ما يقرب من 2 كيلوجرام.
وعادة ما يجثم هذا الطائر بالقرب من المياه دون حركة، ماداً رقبته إلى الأمام، وبمجرد رؤيته لإحدى الأسماك، يطعنها في لمح البصر بمنقاره الطويل الحاد، ومن ثم يلتهمها.

## اقرأ أيضاً
- تطور الطيور
- النحام الكبير فنتير
- أبو قردان (بلشون البقر)
- بلشون الصخر
- أبو ملعقة
- الحذف الشتوي (بطة)